# دوغ كيلي
دوغ كيلي (بالإنجليزية: Doug Kelly)‏ (1935 - ) هو لاعب كرة قدم بريطاني في مركز الهجوم. لعب مع برادفورد سيتي ونادي بارنسلي ونادي تشيسترفيلد.